# Cratere Kozyrev
Kozyrev è un cratere lunare di 59,35 km situato nella parte sud-occidentale della faccia nascosta della Luna.
Il cratere deve il suo nome in riferimento all'astrofisico Nikolai Aleksandrovich Kozyrev.